# 白頸黑鷺
是一種分布於澳大利亞北部季風區的沿海和次沿海地區以及華萊士區和新幾內亞部分地區的鳥類。

## 分類

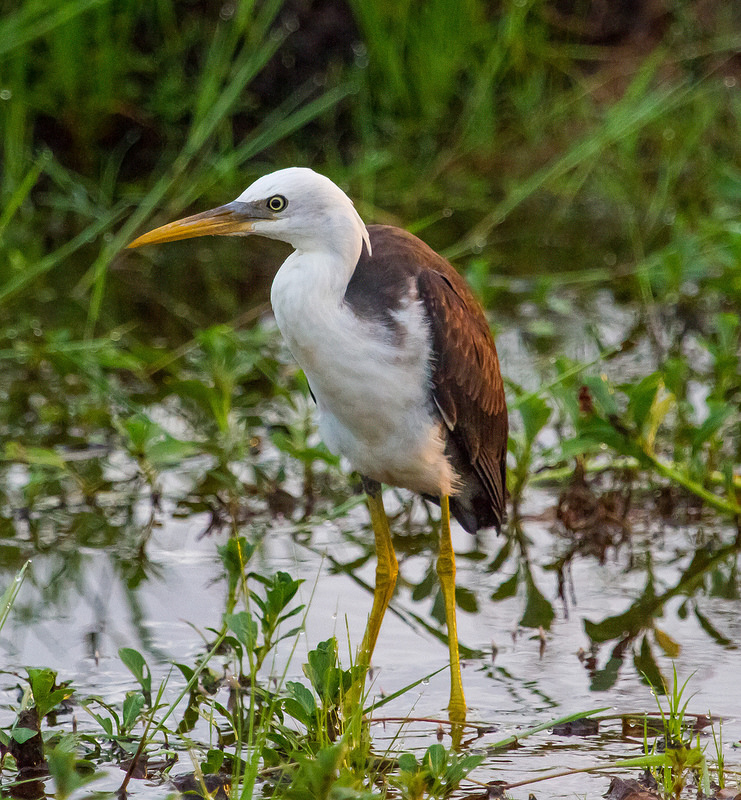
白頸黑鷺 (亞成鳥) - 福格大壩 - 中點 - 北領地 - 澳大利亞

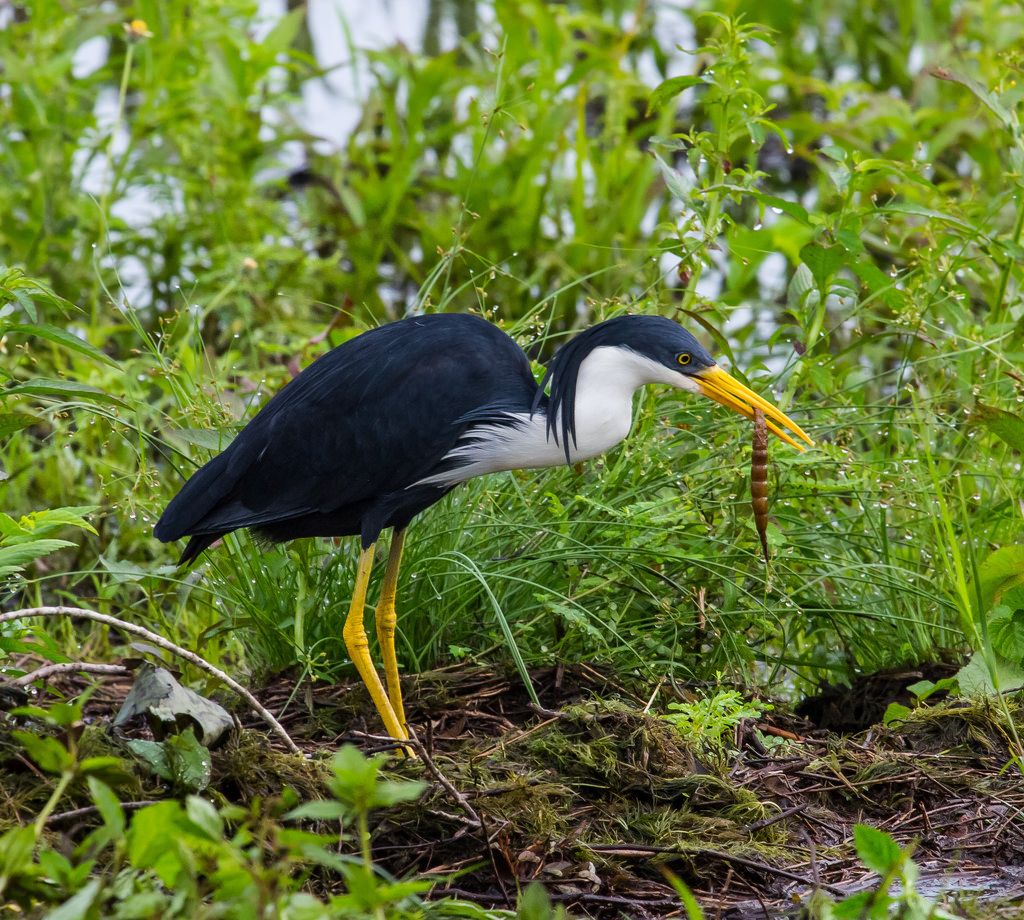
餵食中的白頸黑鷺 - 福格大壩 - 中點 - 北領地 - 澳大利亞

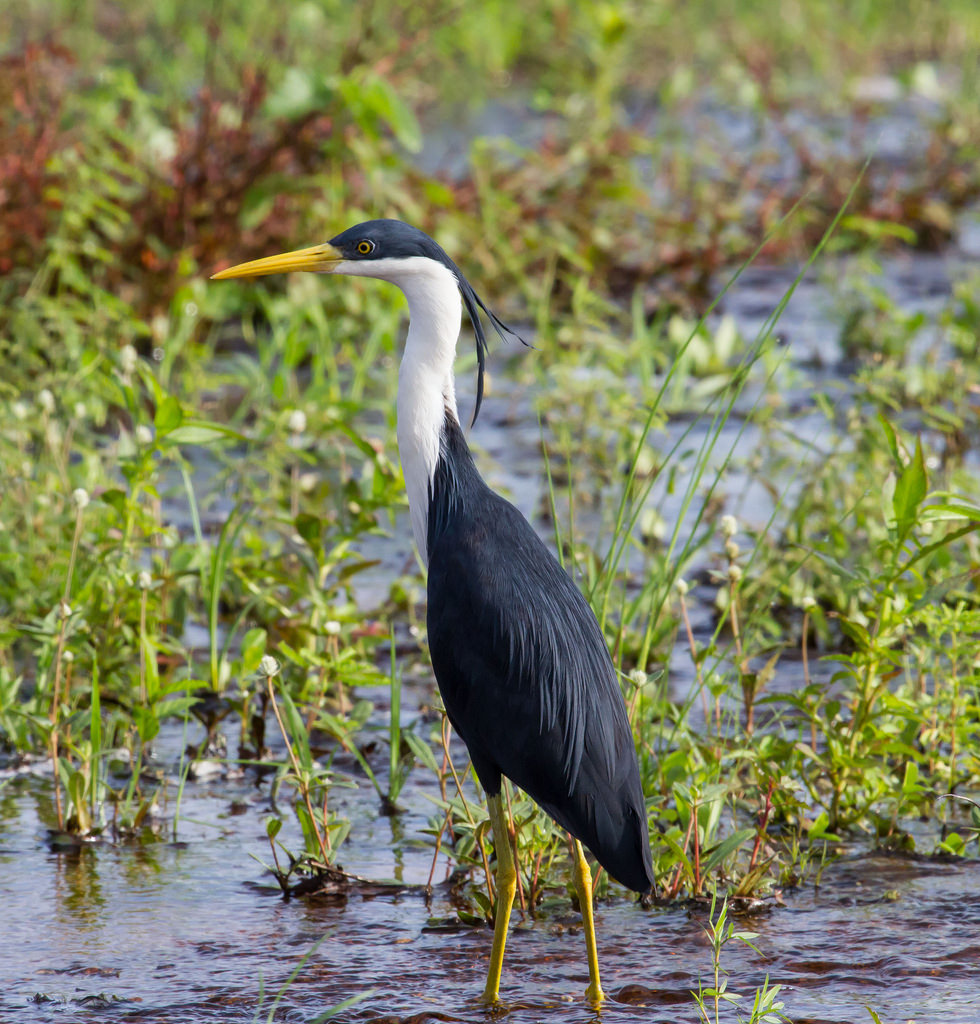
白頸黑鷺繁殖羽 -福格大壩 - 中點 - 北領地 - 澳大利亞

這個物種最初由鳥類學家約翰·古爾德於1845年描述。最近的分類學家將這個物種歸入白鷺屬（Egretta）屬。本種沒有被承認的亞種。

## 描述
這是一種小型鷺，長43-55公分，擁有深板岩色的翅膀、身體和冠狀頭部，喉嚨和頸部為白色。外觀類似於白頸鷺。 雄性（247-280公克）比雌性（225-242公克）重，但外觀相似。
亞成鳥類缺乏冠羽和頭部的深色，可能看起來像小型的白頸鷺。幼鳥曾被分類為一種單獨的物種。

## 分佈與棲地
其棲地主要包括各種濕地和濕草地。

## 行為

### 叫聲
白頸黑鷺的叫聲在飛行中為響亮的“awk”或“ohrk”。 在巢附近會發出柔和的咕咕聲。 其他聲音信息不多。

### 繁殖
繁殖期從二月至五月。 它在水面上的樹上築巢，包括紅樹林，通常與其他鷺類一起群居。巢由樹枝搭構成淺平台，產1-2枚藍綠色的蛋。

### 覓食
其食物包括昆蟲、青蛙、螃蟹、魚和其他小型水生動物。昆蟲是最重要的食物來源。 它可以單獨或成群覓食，群體可多達一千隻個體。